# Martin Erlić
Martin Erlić (ur. 24 stycznia 1998 w Zadarze) – chorwacki piłkarz występujący na pozycji obrońcy w FC Midtjylland. 

## Kariera klubowa
Jako junior trenował w takich klubach jak Dinamo Zagrzeb, HNK Rijeka, Parma Calcio 1913 oraz US Sassuolo Calcio. W sezonie 2017/2018 był wypożyczony z Sassuolo do grającego w Serie C zespołu FC Südtirol, z kolei sezon 2018/2019 spędził na wypożyczeniu w drużynie Serie B – Spezii Calcio. W 2019 dołączył do Spezii na zasadzie transferu definitywnego i już w sezonie 2019/2020 awansował z nią do Serie A. W lidze tej zadebiutował 27 września 2020 w przegranym 1:4 meczu z Sassuolo, a 6 lutego 2021 w wygranym 2:1 pojedynku z tym samym rywalem, strzelił swojego pierwszego gola w Serie A.
W 2021 został zawodnikiem Sassuolo, jednak na sezon 2021/2022 wypożyczono go z powrotem do Spezii. Po jego zakończeniu wrócił do klubu, a 20 sierpnia 2022 przeciwko US Lecce (1:0) rozegrał swoje pierwsze spotkanie w Serie A w barwach Sassuolo. W sezonie 2023/2024 spadł z zespołem do Serie B. 2 sierpnia 2024 przeszedł do Bologni. W sezonie 2024/2025 zdobył Puchar Włoch. 4 sierpnia 2025 podpisał pięcioletni kontrakt z FC Midtjylland.

## Kariera reprezentacyjna
W reprezentacji Chorwacji zadebiutował 6 czerwca 2022 w zremisowanym 1:1 meczu Ligi Narodów z Francją.
W 2022 został powołany do kadry na mistrzostwa świata, nie zagrał jednak na nich w żadnym meczu, a Chorwacja zakończyła turniej na 3. miejscu.